# Here We Have Idaho
«Here We Have Idaho» (с англ. — «Вот он, наш Айдахо») — официальный гимн штата Айдахо, США.

## История
В 1915 году Сэлли Дуглас из Гонолулу записала мелодию «Райский сад» (англ. Garden of Paradise). В 1917 году студенты университета Айдахо положили на мелодию слова, и песне было дано название «Наш Айдахо» (англ. Our Idaho). В 1930 году университет выкупил авторское право на песню у Дуглас и утвердил песню в качестве университетского гимна. 11 марта 1931 года легислатурой штата песня была переименована в «Вот он, наш Айдахо» и принята в качестве официального гимна штата.

## Текст
В песне поётся о природе штата, о его равнинах, холмах и лесах:
You’ve heard of the wonders our land does possess, 
It’s beautiful valleys and hills, 
The majestic forests where nature abounds...
В переносном смысле упоминаются золото и серебро «солнечного света»: в XIX веке в Айдахо были открыты богатые месторождения драгоценных металлов. Сам Айдахо идёт к славе, а его название, по словам песни, преисполнено романтикой:
And here we have Idaho 
Winning her way to fame. 
Silver and gold in the sunlight blaze, 
and romance lies in her name.
Говорится и о том, что штат является единственным в стране, где могут быть воплощены в жизнь идеалы, и земли штата являются богатым наследством, доставшимся от первопроходцев:
There’s truly one state in this great land of ours 
Where ideals can be realized. 
 The pioneers made it so for you and me, 
A legacy we’ll always prize.